# أباتشي لوسين
أباتشي لوسين (بالإنجليزية: Apache Lucene)‏ هي مكتبة مجانية و مفتوحة المصدر لبرامج محرك البحث، وقد تمت كتابتها في الأصل بلغة Java بواسطة Doug Cutting. وهو مدعوم من مؤسسة Apache Software Foundation ويتم إصداره بموجب ترخيص برنامج Apache. يستخدم Lucene على نطاق واسع كأساس معياري لتطبيقات البحث غير البحثية.
تم نقل Lucene إلى لغات برمجة أخرى بما في ذلك Object Pascal و بيرل و C # و C ++ و بايثون و Ruby و بي إتش بي.

## وصلات خارجية
- الموقع الرسمي